# Por arriba, por abajo
Albums de Ricky Martin
Perdido sin ti
(1998) Casi un bolero
(1998)
Clip vidéo
[vidéo] « Por arriba, por abajo (audio) », sur YouTube
Por arriba, por abajo est une chanson du chanteur portoricain Ricky Martin extraite de son quatrième album studio, Vuelve, paru en février 1998. Elle a également été publiée en single. Aux États-Unis, le single est sorti le 3 novembre 1998, c'était le quatrième single de cet album.
La chanson a atteint la 33e place du classement Hot Latin Songs du magazine américain Billboard (pour la semaine du 19 décembre 1998).
Elle a aussi atteint la 13e place en Espagne au printemps 1999.